# Estàtua de Nelson Mandela (Pretòria)
L'Estàtua de Nelson Mandela a Pretòria és una escultura que es troba a la capital de Sud-àfrica, als jardins de la seu del Govern sud-africà. Ret homenatge a Nelson Mandela (1918-2013), símbol de l'oposició a l'apartheid i primer president negre de Sud-àfrica (1994-1999).
És obra dels escultors Andre Prinsloo i Ruhan Janse van Vuuren, l'estàtua més gran del món amb la figura de Nelson Mandela.

## Descripció
Amb nou metres d'altura i 4,5 tones de bronze, l'estàtua representa Nelson Mandela somrient, amb camisa, amb els braços oberts, que sembla donar la benvinguda a la multitud amb una posa que recorda l'estàtua del Crist Redemptor de Rio de Janeiro (Brasil).

## Ubicació
L'estàtua es troba a la banda de baix de l'esplanada davant dels edificis de la Unió (seu del Govern sud-africà) de Pretòria.

## Història
L'escultura va costar 564.000 euros. Es va erigir en el lloc de l'Estàtua de James Barry Hertzog, que es traslladà jardí de la Union (Seu del Govern).
Fou encarregada al juny del 2013 pel Consell Nacional del Patrimoni, i fou aprovada en concret per Paul Mashatile, ministre d'Arts i Cultura, i per Dali Tambo, fill d'Oliver Tambo. La va inaugurar al desembre del 2013 el president Jacob Zuma, davant l'expresident Thabo Mbeki, pocs dies després del funeral de Nelson Mandela.
La inauguració va coincidir amb el centenari dels Edificis de la Unió i amb la celebració del Dia de la Reconciliació.